# 停電の一覧
停電の一覧は、世界で起きた大規模な停電をまとめた一覧である。
| 年月日                                                | 停電名                                 | 国                                                           | 被災地                                                                             | 被害規模      | 原因 |
| ----------------------------------------------------- | -------------------------------------- | ------------------------------------------------------------ | ---------------------------------------------------------------------------------- | ------------- | --- |
| 1965年6月22日                                         | 御母衣事故                             | 日本                                                         | 関西                                                                               |               | 台風による御母衣ダム近傍の送電鉄塔倒壊 |
| 1965年11月9日                                         | 1965年北アメリカ大停電                 | アメリカ、カナダ                                             | アメリカ北東部、カナダ南西部                                                       | 2500万人      | 需要過剰など複合要因 |
| 1977年7月13日・14日                                   | 1977年ニューヨーク大停電               | アメリカ                                                     | ニューヨーク                                                                       |               | |
| 1978年12月19日                                        | フランス大停電                         | フランス                                                     | 全土の80%                                                                          |               | |
| 1987年7月23日                                         | 首都圏大停電                           | 日本                                                         | 東京都他6都県                                                                      | 280万戸       | 需要過剰をきっかけとした電圧崩壊 |
| 1987年10月15日・16日                                  | 1987年大停電                           | イギリス                                                     | 南部                                                                               |               | |
| 1988年4月5日                                          |                                        | 日本                                                         | 長崎県全域（離島以外）・佐賀県の一部                                               | 63万世帯      | 九州電力武雄変電所の制御スイッチの絶縁不良 |
| 1989年3月13日                                         | 1989年ケベック大停電                   | カナダ                                                       | ケベック州                                                                         | 600万世帯     | X13の大規模な太陽フレア |
| 1995年1月17日 -                                       | 阪神・淡路大震災による停電             | 日本                                                         | 兵庫県、大阪府                                                                     | 300万世帯     | 地震による送電設備の多発的な損壊 |
| 1996年8月11日                                         | メキシコ西部大停電                     | メキシコ                                                     | 西部                                                                               |               | |
| 1998年1月                                             | 1998年ケベック大停電                   | カナダ                                                       | ケベック州                                                                         |               | |
| 1998年2月20日 - 3月27日                               | オークランド電力危機                   | ニュージーランド                                             | オークランド                                                                       |               | |
| 1999年7月29日                                         | 台湾大停電                             | 台湾                                                         | 台南の北                                                                           | 846万人       | 送電鉄塔の倒壊 |
| 1999年11月22日                                        | 自衛隊機墜落 東京埼玉大停電            | 日本                                                         | 埼玉県南部、東京都西部                                                             | 80万世帯      | 航空機墜落による送電線切断 |
| 2000年5月9日                                          | ポルトガル南部停電                     | ポルトガル                                                   | 南部                                                                               |               | |
| 2000年9月14日 -                                       | カリフォルニア電力危機                 | アメリカ                                                     | カリフォルニア州                                                                   | 150万世帯     | 電力自由化による供給能力不足 |
| 2003年8月14日                                         | 2003年北アメリカ大停電                 | アメリカ、カナダ                                             | アメリカ北東部、カナダ南西部                                                       | 5000万人      | 送電管理システムのダウン |
| 2003年8月28日                                         | 2003年ロンドン停電                     | イギリス                                                     | ロンドン                                                                           | 50万人        | |
| 2003年9月2日                                          | マレーシア南部大停電                   | マレーシア                                                   | 南部                                                                               |               | |
| 2003年9月23日                                         | デンマーク・スウェーデン停電           | デンマーク、スウェーデン                                     | デンマーク、スウェーデン南部                                                       | 500万人       | |
| 2003年9月27日                                         | 2003年イタリア大停電                   | イタリア                                                     | サルディーニャ以外の全域                                                           | 5600万人      | |
| 2003年12月20日                                        | 2003年サンフランシスコ停電             | アメリカ                                                     | サンフランシスコ                                                                   | 12万人        | |
| 2004年6月29日                                         | シンガポール大停電                     | シンガポール                                                 | 北西東                                                                             |               | |
| 2004年9月4日                                          | ハリケーン・フランセス                 | アメリカ                                                     | フロリダ州                                                                         |               | |
| 2005年1月8日                                          | スウェーデン停電                       | スウェーデン                                                 |                                                                                    | 34万世帯      | |
| 2005年5月25日                                         | モスクワ大停電                         | ロシア                                                       | モスクワ                                                                           | 1000万人      | |
| 2005年6月16日                                         | プエルトリコ停電                       | アメリカ                                                     | プエルトリコ                                                                       |               | |
| 2005年8月18日                                         | ジャワ島大停電                         | インドネシア                                                 | ジャワ島                                                                           | 1億人         | |
| 2005年8月22日                                         | イラク大停電                           | イラク                                                       | 中央、南部                                                                         |               | |
| 2005年8月26日                                         | ハリケーン・カトリーナ                 | アメリカ                                                     | フロリダ州                                                                         |               | |
| 2005年8月29日                                         | ハリケーン・カトリーナ                 | アメリカ                                                     | ミシシッピ州、アラバマ州                                                           |               | |
| 2005年9月12日                                         | 2005年ロサンゼルス停電                 | アメリカ                                                     | カリフォルニア州                                                                   |               | |
| 2005年10月24日                                        | ハリケーン・ウィルマ                   | アメリカ                                                     | フロリダ州南部                                                                     |               | |
| 2005年12月22日 - 25日                                 | 新潟大停電                             | 日本                                                         | 新潟県                                                                             | 65万世帯      | 送電線への降雪によるショート |
| 2006年6月12日                                         | 2006年オークランド大停電               | ニュージーランド                                             | オークランド                                                                       | 23万人        | |
| 2006年7月17日                                         | ケベック・オンタリオ大停電             | カナダ                                                       | ケベック州、オンタリオ州                                                           | 50万人        | |
| 2006年7月18日                                         | クイーンズ大停電                       | アメリカ                                                     | ニューヨーク                                                                       |               | |
| 2006年7月19日                                         | セントルイス大停電                     | アメリカ                                                     | ミズーリ州                                                                         | 49万人        | |
| 2006年8月14日                                         | 2006年8月14日首都圏停電                | 日本                                                         | 東京都、神奈川県、千葉県                                                           | 850万         | クレーン船の接触事故による送電線の切断 |
| 2006年9月12日                                         | オンタリオ東部停電                     | カナダ                                                       | オンタリオ州東部                                                                   |               | |
| 2006年11月4日                                         | 2006年ヨーロッパ広域停電               | ドイツ、フランス、 イタリア、ベルギー、 スペイン、ポルトガル |                                                                                    | 1500万人      | 船舶通過のため、渡河送電線を隣接地域に連絡なしで一旦落としたため、風力発電で生じた電力不安定性を吸収できなくなりオーバーロード。回復に1.5時間           |
| 2007年8月17日 - 、 2008年1月20日 - 、 2008年5月17日 - | ガザ停電                               | イスラエル                                                   | ガザ地区                                                                           | 80万人        | 封鎖などによる火力発電所の燃料不足 |
| 2008年2月25日                                         | マイアミ大停電                         | アメリカ                                                     | マイアミ周辺                                                                       | 300万人       | 変電所でのスイッチミスによる火災 |
| 2008年7月14日・15日                                   | バンクーバーダウンタウン停電           | カナダ                                                       | バンクーバーダウンタウン主要区域                                                   |               | |
| 2008年8月4日 - 7日                                    |                                        | 日本                                                         | 山梨県                                                                             | 80万人以上    | 変電所への落雷による遮断 |
| 2009年11月10日・11日                                  | 2009年ブラジル・パラグアイ大停電       | ブラジル、パラグアイ                                         | 広範囲                                                                             | 6000万人      | イタイプダムの障害 |
| 2010年11月18日                                        |                                        | 日本                                                         | 東京都多摩地区中心                                                                 | 26万世帯      | 送電線の劣化、漏電による安全装置の作動 |
| 2011年3月11日 -                                       | 東日本大震災による電力危機             | 日本                                                         | 東北地方、関東地方の一部                                                           | 845万世帯     | |
| 2011年3月14日 - 25日                                  | 東日本大震災による輪番停電（計画停電） | 日本                                                         | 関東地方（足立区、荒川区、葛飾区の一部以外の東京都区部や茨城県や千葉県旭市を除く） |               | 東京電力エリアにおける電力不足を防止のため（詳細） |
| 2011年4月7日 -                                        | 東北地方太平洋沖地震の余震による停電   | 日本                                                         | 東北地方、関東地方                                                                 | 840万世帯     | |
| 2011年9月8日                                          | 2011年アメリカ合衆国南西部停電         | アメリカ                                                     | カリフォルニア州南部、アリゾナ州西部、メキシコの一部                               | 140万世帯     | |
| 2011年9月15日                                         |                                        | 韓国                                                         | 全国各地                                                                           | 212万世帯     | 猛暑により電力が供給不足となったが、指令責任者が余裕があるのに規則に違反して突然停止指令を出したため混乱が広がった。2011年度の韓国電力の赤字は4兆ウォン |
| 2011年9月24日                                         | 2011年チリ停電                         | チリ                                                         | 首都を含む全土                                                                     | 980万人       | 送電設備、コンピューターシステムのトラブルによる |
| 2012年7月30日                                         |                                        | インド                                                       | 北部8州、デリー首都圏                                                              | 3.5億人       | 10時間。供給力不足 |
| 2012年7月31日                                         |                                        | インド                                                       | 北部19州、デリー首都圏                                                             | 6億人         | 14時間。供給力不足 |
| 2015年3月2日                                          |                                        | 日本                                                         | 長野県北信・東信・中信地区                                                         | 38万世帯      | 変電所同士をつなぐ送電線の故障 |
| 2016年10月12日                                        |                                        | 日本                                                         | 東京都                                                                             | のべ58万世帯  | 洞道の火災 |
| 2017年8月15日                                         | 2017年台湾大停電                       | 台湾                                                         | 台湾北部                                                                           | 668万戸       | 大潭発電所の発電停止、従業員による人為的ミス |
| 2017年8月23日                                         |                                        | 日本                                                         | 大阪府吹田市                                                                       | 3万4000戸     | |
| 2018年9月4日 -                                        |                                        | 日本                                                         | 近畿                                                                               | のべ約200万戸 | 台風21号による |
| 2018年9月6日 -                                        |                                        | 日本                                                         | 北海道                                                                             | 295万戸       | 北海道胆振東部地震による道内発電所の停止 |
| 2018年9月30日 -                                       |                                        | 日本                                                         | 静岡県、神奈川県など1都2府15県                                                     | のべ254万戸   | 台風24号による送配電設備の広範囲にわたる損壊。中部電力管内で平成最大の大停電                                                                            |
| 2019年9月9日                                          |                                        | 日本                                                         | 千葉県、茨城県など1都6県                                                           | 93万戸        | 台風15号による送配電設備の広範囲にわたる損壊。 |
| 2022年9月24日 -                                       |                                        | 日本                                                         | 静岡県（主に静岡市）                                                               | のべ11万9千戸 | 台風15号による送電鉄塔の倒壊。最大12時間に及んだ。 |
| 2025年4月28日 -4月29日                                | 2025年ヨーロッパ耐規模停電             | スペイン ポルトガル                                          | スペイン、ポルトガル、アンドラ、フランスのバスク地方、モロッコなどでも発生。       |               | |